# 栗山町 (尼崎市)

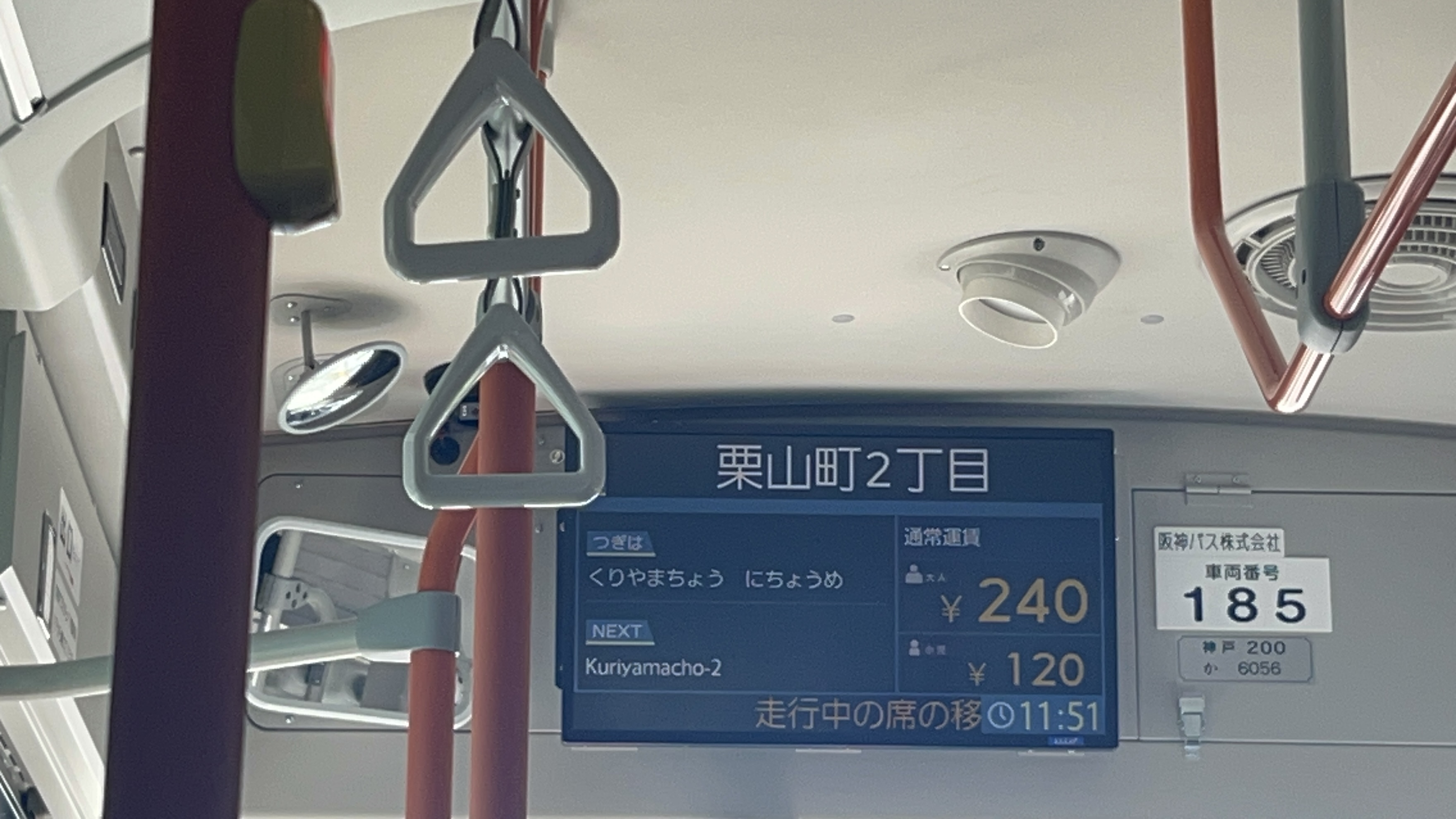
阪神バス栗山町2丁目停留所案内

栗山町（くりやまちょう）は、兵庫県尼崎市にある町丁。1丁目から2丁目まである。郵便番号は661-0013。座標: 北緯34度44分43.753秒 東経135度24分26.625秒 / 北緯34.74548694度 東経135.40739583度

## 地理
東は南塚口町、西は上ノ島町、南は大西町、北は南塚口町と隣接している。

## 交通

### 鉄道
鉄道は走っていない。

### バス
| 路線番号 | 業者     | 起点         | 町内の停留所                               | 終点       |
| -------- | -------- | ------------ | ------------------------------------------ | ---------- |
| 14       | 阪神バス | 阪急塚口     | (上ノ島町)-栗山町2丁目-(立花町)            | 阪神出屋敷 |
| 30       | 阪神バス | 阪急塚口     | (上ノ島町)-栗山町2丁目-(立花町)            | 武庫川     |
| 31       | 阪神バス | 阪急塚口     | (上ノ島町)-栗山町2丁目-(大西町)            | 阪神尼崎   |
| 48       | 阪神バス | 阪急武庫之荘 | (上ノ島町)-栗山町2丁目-立花小学校-(名神町) | JR尼崎北   |
| 48-2     | 阪神バス | 阪急武庫之荘 | (上ノ島町)-栗山町2丁目-立花小学校-(名神町) | JR尼崎南   |

## 校区
出典:
| 丁目 | 区域 | 小学校     | 中学校     |
| ---- | ---- | ---------- | ---------- |
| 1    | 全域 | 立花小学校 | 立花中学校 |
| 2    | 全域 | 立花小学校 | 立花中学校 |

## 施設

### 1丁目
- 栗山北浦子ども広場
- ステーキ宮 尼崎立花店
- 生島公園（キリン公園）

### 2丁目
- 立花南生涯学習プラザ
- 尼崎市立立花小学校
- 尼崎市立立花北小学校
- 立花幼稚園
- 生島北公園
- 中の島公園